# Austroargiolestes brookhousei
Austroargiolestes brookhousei е вид водно конче от семейство Megapodagrionidae.

## Разпространение
Видът е разпространен в Австралия (Куинсланд и Нов Южен Уелс).